# جان گراهام، ویسکونت اول داندی
جان گراهام، ویسکونت اول داندی (انگلیسی: John Graham, 1st Viscount Dundee؛ ۲۱ ژوئیه ۱۶۴۷ – ۲۷ ژوئیهٔ ۱۶۸۹) سیاستمدار و نظامی اهل بریتانیا بود.